# Catherine Garceau
Pour les articles homonymes, voir Garceau.
Catherine Garceau, née le 1er juillet 1978 à Montréal, est une nageuse canadienne spécialisée en natation synchronisée.
Lors des Jeux olympiques de 2000 à Sydney, elle remporte la médaille de bronze olympique par équipe.
Elle est récipiendaire, en 2000, de la Médaille de l'Assemblée nationale.